# Дебай
Деба́й (англ. Debye), позначення: Д, міжнародне: D — позасистемна одиниця вимірювання електричного дипольного моменту, яка часто використовується в атомній фізиці.
1 дебай дорівнює 10−18 статКл·см.
1 дебай = 3,33564·10−30 Кл·м.
Дебай зручний для вимірювання дипольних моментів атомів і молекул, оскільки він близький за порядком величини до добутку заряду електрона на радіус Бора (більшість органічних сполук мають полярність 0 — 3 D).
Одиниця вимірювання названа так на честь фізика Петера Дж. В. Дебая.